# 箭叶垂头菊
箭叶垂头菊（学名：Cremanthodium sagittifolium）是菊科垂头菊属的植物，是中国的特有植物。分布在中国大陆的云南等地，生长于海拔3,360米至4,400米的地区，多生长在高山草地，目前尚未由人工引种栽培。